# Platja dels Nàufrags
La platja dels Nàufrags és una platja situada a la Costa Blanca, al municipi de Torrevella (Baix Segura, País Valencià).
Està a la zona sud de la localitat, delimitada per roquers i pel moll de la sal, lloc on els vaixells carreguen el producte de les salines.